# Naturschutzgebiet Unteres Hellefelder Bachtal

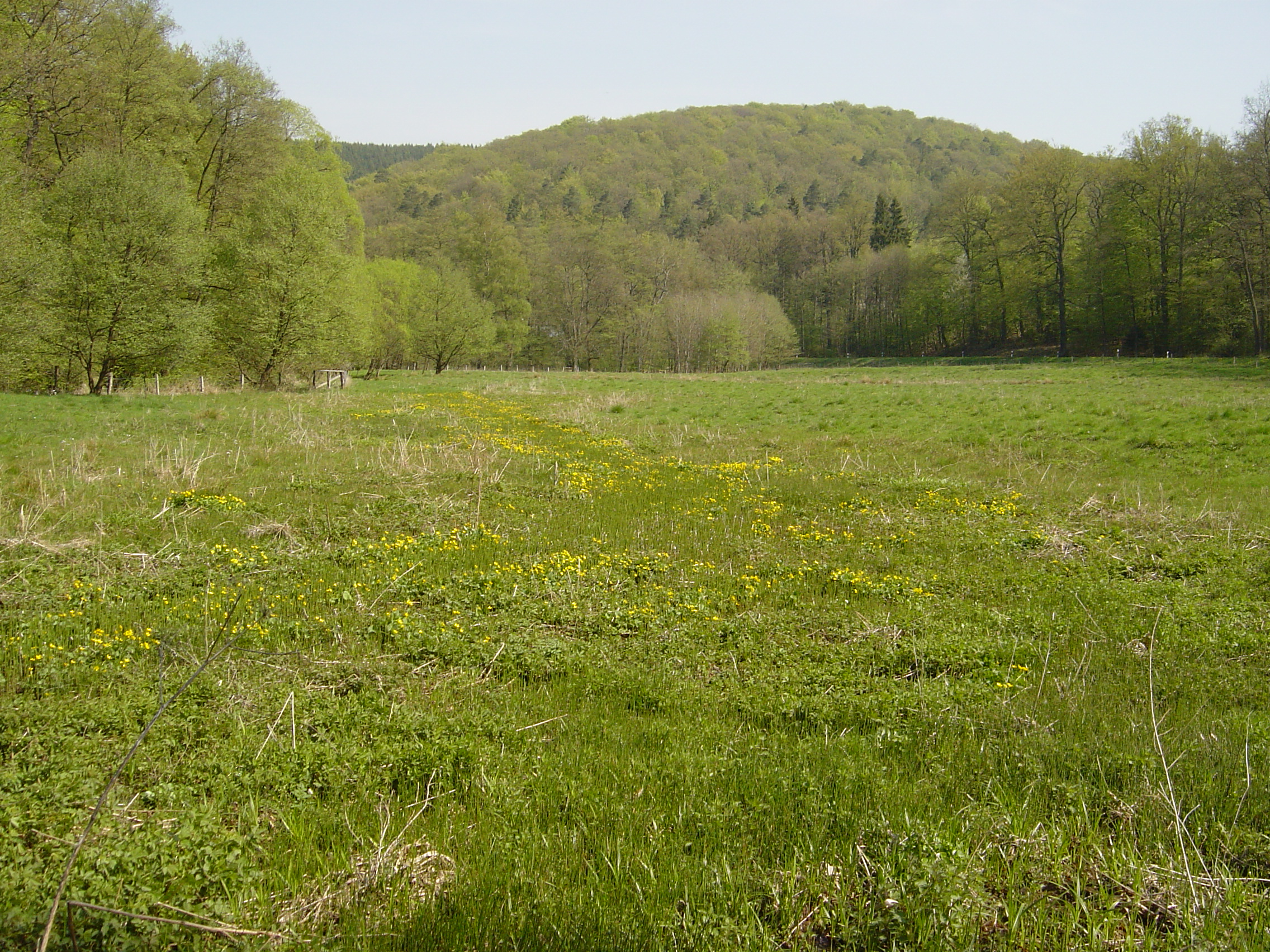
Sumpfdotterblumen-Feuchtwiese im Naturschutzgebiet Unteres Hellefelder Bachtal

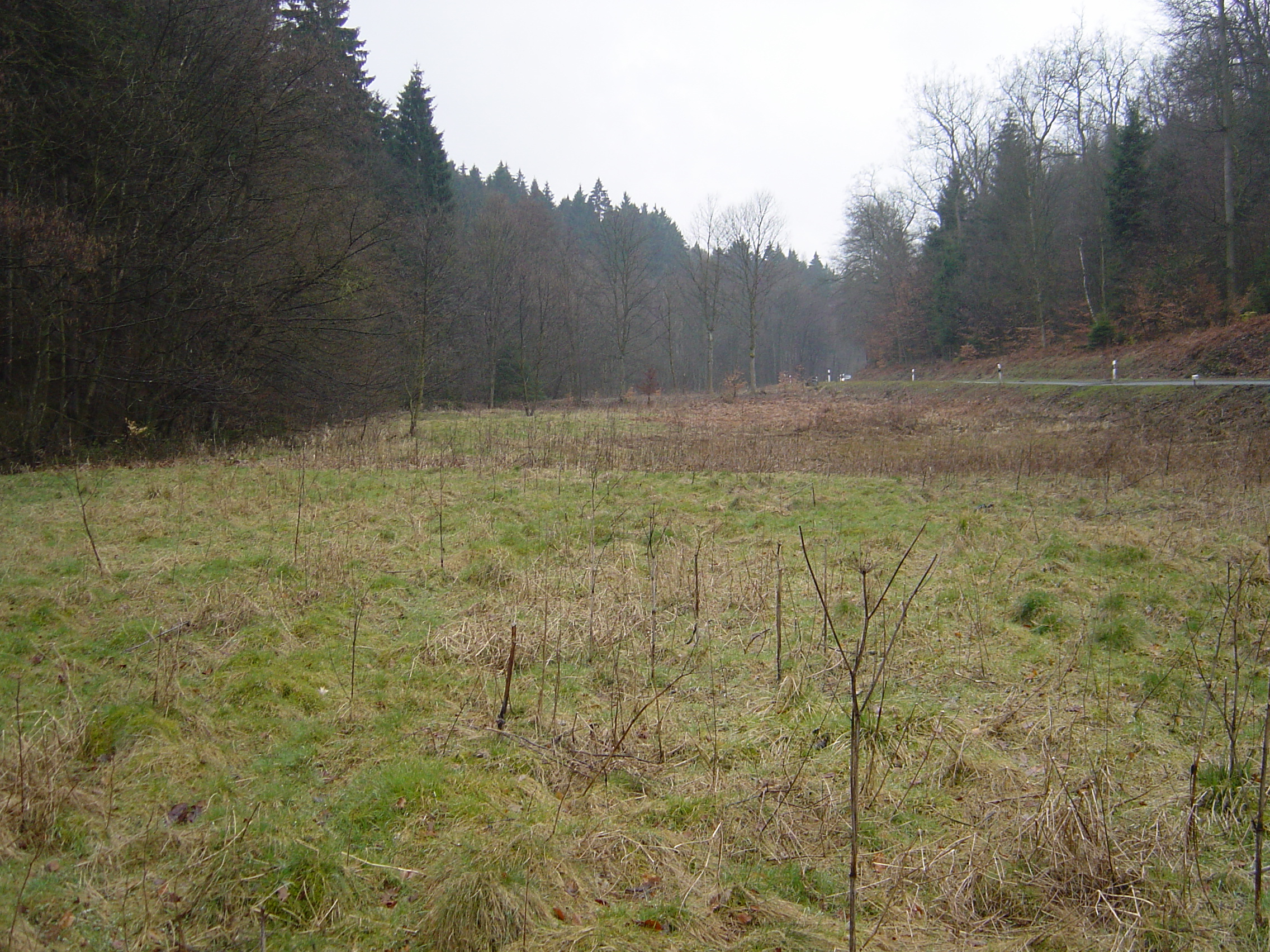
Brachgefallene Wiese

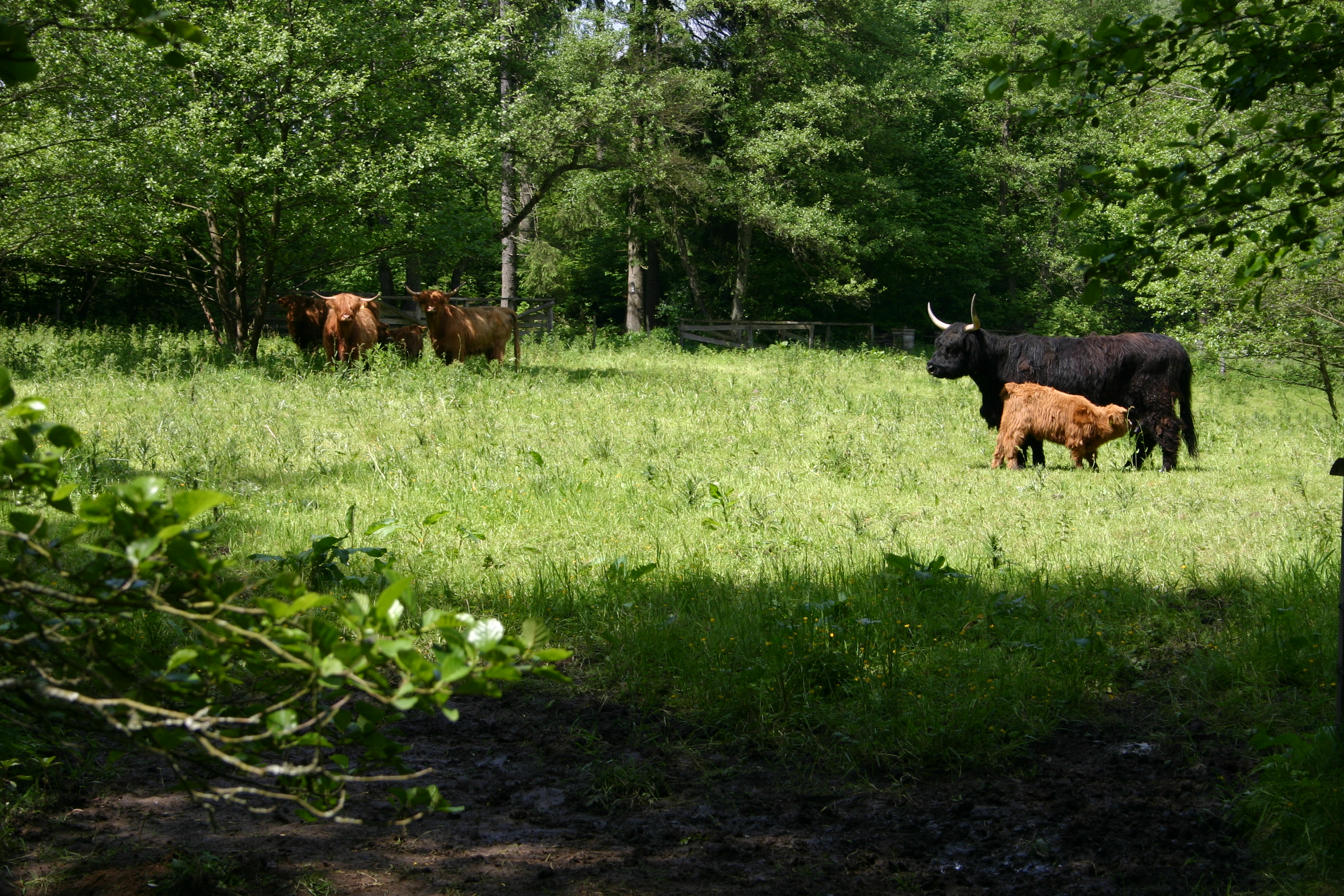
Schottische Hochlandrinder

Das Naturschutzgebiet Unteres Hellefelder Bachtal mit einer Größe von 19,7 ha liegt südlich von Arnsberg im Hochsauerlandkreis. Es wurde 1998 mit dem Landschaftsplan Arnsberg durch den Kreistag des Hochsauerlandkreises als Naturschutzgebiet (NSG) mit einer Flächengröße 21,4 ha ausgewiesen. Bei der Neuaufstellung des Landschaftsplanes Arnsberg durch den Kreistag 2021 wurde das NSG erneut ausgewiesen und dabei verkleinert.
Das NSG beginnt nahe der Bebauung von Arnsberg. Das Naturschutzgebiet Arnsberger Stadtwald grenzt teilweise direkt an. Durch die Landstraße 839 wird das NSG in drei Teilflächen geteilt. Das gesamte NSG gehört zum FFH-Gebiet Waldreservat Obereimer. 

## Gebietsbeschreibung
Im NSG handelt es sich um das untere Bachtal des Hellefelder Baches mit seinen angrenzenden meist extensiv genutzten Feuchtgrünlandflächen. Das Grünland wird meist beweidet.
Der Landschaftsplan führt zum NSG aus: „Er hat gleichzeitig einen besonderen Wert als Refugial- und Trittsteinbiotop für bedrohte Pflanzen- und Tierarten und als Teil des Offenland-Biotopverbundes.“
Für Grünlandflächen westlich und südwestlich der Tennisplätze wurde für das NSG ein zusätzliches Verbot festgeschrieben. Diese Flächen erfasste das LANUV als „vegetationskundlich wertvolles Grünland“, die unter den Erlass „Sicherung der Qualität wertvoller Grünlandflächen in NSG“ des MULNV vom 24. April 2015 fallen. Hier ist eine mehr als 2-malige jährliche Mahd sowie jegliche Nachsaat verboten. verboten.
Als zusätzliches Gebot setzt der Landschaftsplan fest:
- „Nach Aufgabe der fischereilichen Nutzung der in der Bachaue liegenden Stillgewässer ist die Wiederaufnahme dieser Nutzung verboten.“
- „Die Obstbäume auf den Weiden sind vor Verbiss zu schützen;“
- „bei Aufgabe der landwirtschaftlichen Nutzung sind die Flächen sektoral im Turnus von 3 Jahren – jedoch nicht vor dem 1. August – zu mähen, und das Mähgut ist abzufahren; alternativ sollen die Flächen extensiv beweidet werden.“[2]

## Spezielle Schutzzwecke für das NSG
Laut Landschaftsplan erfolgte die Ausweisung zum:
- „Schutz, Erhaltung und Optimierung eines strukturreichen, offenen, grünlandgenutzten Bachtalabschnittes und eines naturnahen Bachverlaufes;“
- „Sicherung der Kohärenz und Umsetzung des Europäischen Schutzgebietssystems Natura 2000.“
- „Das NSG dient auch der nachhaltigen Sicherung von besonders schutzwürdigen Lebensräumen nach § 30 BNatSchG und von Vorkommen seltener Tier- und Pflanzenarten und Pflanzengesellschaften.“[2]